# Buses Pluma

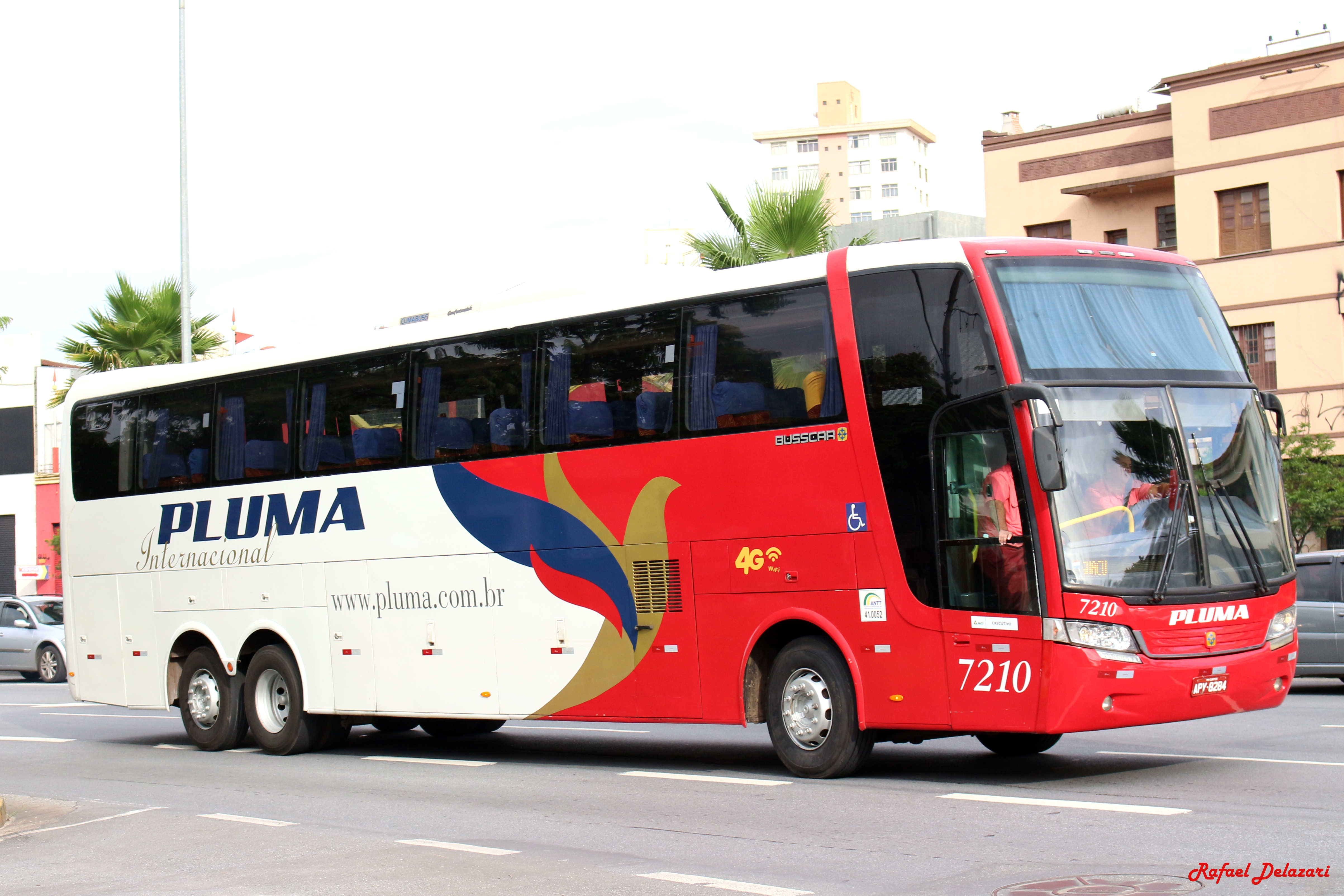
Bus Scania K380 IB Busscar

Buses Pluma Internacional es una empresa brasileña de transporte internacional de pasajeros fundada el 10 de febrero de 1966 en Curitiba, donde tiene su sede principal.

## Orígenes
Los inicios de esta empresa (1954), se encuentran en el transporte de cargas, a través de la Transportadora Galiotto, que comenzó con 9 camiones y llegó a tener 52 máquinas. En el año 1966, sus dueños adquirieron la empresa de buses Boscatur que, posteriormente, pasó a llamarse Pluma Comforto y Turismo S.A. *1
En sus inicios, tenía una flota de 34 buses con tres destinos desde Curitiba: Porto Alegre, São Paulo, Passo Fundo / Santa María.
Con el tiempo, la empresa fue creciendo como otras dedicadas al transporte de pasajeros de Latinoamérica. En 1971, Pluma incorporó a  "Expresso Porto Alegre Brasilia" y, de esta fusión,  surgió la línea internacional Porto Alegre- Buenos Aires, que luego se extendió hasta Río de Janeiro y São Paulo. Posteriormente, se agregaron rutas desde São Paulo hasta Foz de Iguazú y Asunción.
En 1978 se creó una de las rutas más largas del mundo, más de 4 mil kilómetros, entre Río de Janeiro y Santiago de Chile. 
El año 2002, los nuevos accionistas de la empresa propiciaron un cambio en la imagen institucional. En 2004, en medio de un proceso de expansión, se adquirieron nuevas empresas y vehículos: 25 camiones y 60 buses.
Actualmente, cuenta con alrededor de 1,300 empleados y un área construida de 200 mil metros cuadrados. Entre sus destinos internacionales se cuentan Chile, Argentina y Paraguay.

## Proceso de Quiebra
En 2015, Pluma solicitó un proceso de recuperación judicial que le fue otorgado en el año 2017. Acusada de cometer irregularidades durante el proceso, el 27 de marzo de 2019 la jueza Mariana Gluszcynski Fowler Gusso, del 1er Turno del Juzgado de Quiebras y Recuperaciones Judiciales del Tribunal de Justicia del Estado de Paraná, resolvió la quiebra de la empresa. La decisión también determinó la clausura de la sede de la empresa y el cese inmediato de las actividades de Pluma. En el momento del cierre, la empresa operaba 27 líneas, buena parte de ellas con vehículos alquilados a otras empresas porque su propia flota no estaba en condiciones viables de operación. En el 2015, debido a la crisis, Pluma transfirió más de 20 líneas a empresas competidoras.
La empresa presentó un recurso ante la justicia y la Jueza Luciane Bortoleto de la 18ª Camara Civil del Tribunal de Justicia de Paraná suspendió la quiebra de la compañía el día 2 de abril de 2019. En su defensa, Pluma argumentó que estaba en condiciones de cumplir con el plan de recuperación judicial y que sus operaciones eran viables económicamente. El caso no se ha cerrado, habiendo lugar a convocatoria de acreedores. *2

## Flota
Su flota está compuesta básicamente por vehículos de las carroceras Busscar, Comil, Marcopolo con los siguientes modelos y servicios:
| Chasis | Carrocería                 | Lugares                              | Servicio        |
| ------ | -------------------------- | ------------------------------------ | --------------- |
| Scania | Busscar Jum Buss 380       | 42 lugares                           | Executivo       |
| Volvo  | Irizar PB                  | 42 lugares                           | Leito           |
| Scania | Busscar Vista Buss         | 44 lugares                           | Executivo       |
| Scania | Marcopolo Paradiso GV 1050 | 44 lugares                           | Executivo       |
| Scania | Busscar Jum Bus 380        | 44 lugares                           | Executivo       |
| VW     | Comil Campione 3.65        | 26 lugares                           | Leito           |
| VW     | Comil Campione 3.65        | 38 lugares                           | Leito Executivo |
| Scania | Busscar Double Deck        | 48 lugares executivo 9 lugares leito | Leito Executivo |